# Целующийся гурами
Целу́ющийся гура́ми, или хелосто́ма (лат. Helostoma temminkii) — вид тропических лучепёрых рыб из подотряда лабиринтовых, выделяемый в монотипическое семейство хелосто́мовых (Helostomatidae). Крупные рыбы длиной до 30 см, обитающие в пресных водоёмах Юго-Восточной Азии. Распространённая аквариумная рыба и объект аквакультуры. Свежую рыбу употребляют в пищу после термической обработки либо консервируют
Общеупотребительное название вида связано с характерными «целующими» движениями губ, которые рыбы производят при питании, проявлении ритуальной агрессии для установления иерархии, а также при брачном ухаживании. Латинское название рода образовано от др.-греч. ἧλος — гвоздь и στόμα — рот, видовой эпитет temminkii дан в честь голландского зоолога Конрада Темминка.

## Распространение и образ жизни
Целующиеся гурами широко распространены в пресных водоёмах Юго-Восточной Азии: в большинстве стран Индокитая и на ряде островов Малайского архипелага (Ява, Суматра, Калимантан). Кроме того, они были интродуцированы на Шри-Ланку, Филиппинские острова и Новую Гвинею, а также в Колумбию. Вид приурочен к неглубоким участкам водоёмов с густой водной растительностью и слабым течением; населяет озёра, затоны рек, пруды, болота. Как и другие лабиринтовые, целующиеся гурами комбинируют водное жаберное дыхание с дыханием атмосферным воздухом, в связи с чем способны обитать в бедных кислородом водоёмах и служат объектом разведения в прудовой аквакультуре. Сравнительно низкая агрессивность позволяет разводить их совместно с другими видами рыб.
Рацион представлен растительной и животной пищей. С помощью развитого жаберного аппарата целующиеся гурами способны отфильтровывать из воды зоопланктон, а расположенные на подвижных губах многочисленные мелкие зубы позволяют им соскабливать водоросли с поверхности подводных предметов, а также питаться тканями водных растений. Кроме того, они могут отлавливать водных насекомых вблизи поверхности воды.

## Строение
Крупные рыбы длиной до 30 см, при содержании в аквариуме обычно не вырастают крупнее 10—15 см. Пропорциями сходны с представителями родственного семейства макроподовых: тело сильно сжато с боков при сравнительно большой высоте. Естественная окраска представителей этого вида — серо-зелёная с непрозрачными коричневыми плавниками и чёрной вертикальной полосой на основании хвоста, иногда — с тёмными продольными полосами на боках. В аквариумных культурах также распространена розово-оранжевая форма с серебристыми чешуйками и прозрачными плавниками. Половой диморфизм не выражен. Чешуя ктеноидного типа (с зазубренным задним краем), на верхней части головы — циклоидного типа (с цельным краем).
Одна из наиболее ярких особенностей целующихся гурами — чётко очерченные, подвижные губы, которые несут на внутренней поверхности несколько сотен миниатюрных роговых зубов, расположенных рядами вдоль края губы. Другие зубы в ротовой полости отсутствуют. Как и прочие представители подотряда лабиринтовых, целующиеся гурами обладают лабиринтовым органом, расположенным в наджаберной полости и обеспечивающим дыхание атмосферным воздухом. Характерное для большинства лабиринтовых затылочное отверстие наджаберной полости отсутствует. Жаберные дуги с многочисленными хорошо развитыми тычинками функционируют как фильтрационный аппарат.
Грудные плавники сравнительно крупные, низко посаженные. Передние лучи брюшных плавников удлинены. Спинной и анальный плавники начинаются примерно на одном уровне и обрамляют заднюю часть туловища; спинной образован 16—18 жёсткими и 13—16 мягкими лучами, анальный — соответственно 13—15 и 17—19 лучами. В задней части спинной и анальный плавники расширены за счёт большей длины мягких лучей. Хвостовой плавник со скруглёнными углами и выемкой на заднем крае. Боковая линия разделена на две части: более длинная передняя заканчивается несколько выше начала короткой задней. Вдоль боковой линии расположено 43—48 чешуек.

## Размножение и развитие
Во время нереста самка выбирает место под укрытием растительности, после чего порциями вымётывает икру в толщу воды — синхронно с движениями самца, который периодически обвивается вокруг её тела для осеменения. Забота о потомстве у целующихся гурами отсутствует, в отличие от большинства других лабиринтовых они не строят пенных гнёзд. Более тысячи произведённых самкой икринок (диаметр — около 1 мм) содержат глобулы жира и либо поднимаются к поверхности воды, либо прилипают к растениям. Развитие эмбрионов проходит быстро: через 2 дня из икринки вылупляется ползающая личинка с парным желточным мешком по бокам от хорды. Ещё через 2—5 дней молодь переходит на стадию малька, приобретая способность к свободному плаванию.

## Содержание в аквариуме
Целующийся гурами — популярная аквариумная рыба, интенсивно экспортируемая в Японию, Европу, Северную Америку, Австралию. В неволе особи могут достигать длины 10—15 см, для их содержания требуются просторные аквариумы (рекомендуемая длина — не менее 1,5 м). Хотя вид хорошо адаптируется к различным температурным условиям, оптимальная температура — 24—28 °C. Рекомендуется вода с нейтральной кислотностью (pH 6,0—8,0) и умеренной жёсткостью (5—19 немецких градусов). Поскольку целующиеся гурами способны питаться микрообрастаниями, для их содержания советуют использовать крупнозернистый грунт — гальку или крупный гравий, которые обладают большей площадью, доступной для развития бактерий и водорослей; также не рекомендуется чистить заднюю стенку аквариума. В качестве аквариумных растений используют жёсткие несъедобные формы — яванский мох, таиландский папоротник. Целующиеся гурами терпимы к рыбам сходных размеров за исключением случаев недостатка пространства.
В неволе рацион должен включать растительные и животные компоненты. Ошпаренные листья салата не только непосредственно употребляются рыбами в пищу, но и выступают в роли субстрата для развития микроорганизмов, а также могут служить нерестилищем. В качестве животной составляющей пригоден любой живой корм.